# 炎陵県
炎陵県（えんりょう-けん）は中華人民共和国湖南省株洲市に位置する県。2003年までの旧名は酃県（れい-けん）。

## 行政区画
- 鎮：霞陽鎮、沔渡鎮、十都鎮、水口鎮、鹿原鎮
- 郷：壟渓郷、策源郷、下村郷、船形郷
- 民族郷：中村ヤオ族郷